# Benjamin Bok
Benjamin Bok (ur. 25 stycznia 1995 w Lelystad) – holenderski szachista, arcymistrz od 2014 roku.

## Kariera szachowa
Wielokrotnie reprezentował Holandię na mistrzostwach świata i Europy juniorów w różnych kategoriach wiekowych (najlepszy wynik: Pórto Cárras 2010 – IX miejsce w MŚ do 16 lat). W 2010 r. zadebiutował w rozegranym w Eindhoven finale indywidualnych mistrzostw Holandii, zajmując VIII miejsce. W 2011 r. zajął III m. (za Romainem Édouardem i Janem Timmanem) w turnieju InventiChess w Antwerpii oraz zdobył pierwszą normę na tytuł arcymistrza, podczas Klubowego Pucharu Europy w Rogaškiej Slatinie. W 2013 r. podzielił II m. (za Dennisem Wagnerem, wspólnie z Tigranem Nalbandianem) w turnieju Helmut-Kohls-Turnier w Dortmundzie oraz wypełnił dwie kolejne normy arcymistrzowskie, w otwartych turniejach w Groningen (dz. I m. wspólnie z Sipke Ernstem, Erwinem l'Amim i Zawenem Andriasjanem) oraz Oslo.
Najwyższy ranking w dotychczasowej karierze osiągnął 1 lipca 2019 r., z wynikiem 2645 punktów.